# Liste von Schiffen der Marine der Republik Korea

Dienstflagge der Seestreitkräfte

Diese Liste enthält Kriegsschiffe der Marine der Republik Korea.
Die Liste ist nach Schiffstypen und -klassen geordnet, hinter deren Namen jeweils eine Schiffsliste dieser Klasse folgt. Frühere Namen und Kennungen sind in Klammern hinter die gültigen Namen und Kennungen in der Klasse gesetzt.
In Dienst befindliche Schiffstypen und -klassen bzw. Einheiten sind blau unterlegt.

## Überwasser-Kampfschiffe

### Zerstörer
| Zerstörer                                           | Zerstörer                                                      | Zerstörer | Zerstörer | Zerstörer           | Zerstörer    |
| Klasse                                              | Schiffe                                                        | Schiffe | Schiffe | Typ                 | Bild         |
| Klasse                                              | Kennung                                                        | Name | Dienstzeit00 | Typ                 | Bild         |
| --------------------------------------------------- | -------------------------------------------------------------- | --- | --- | ------------------- | ------------ |
| Chungmu-Klasse (amerikanische Fletcher-Klasse)      | DD-911 (DD-91) DD-912 (DD-92) DD-913 (DD-93)                   | Chungmu (충무) (ex-USS Erben DD-631) Seoul (서울) (ex-USS Halsey Powell DD-686) Pusan (부산) (ex-USS Hickox DD-673) | 1963–1983 0 1968–1982 0 1968–1989                                                                                                 | Zerstörer           |              |
| Chungbuk-Klasse (amerikanische Gearing-Klasse)      | DD-915 (DD-95) DD-916 (DD-96)                                  | Chungbuk (충북) (ex-USS Chevalier DD-805) Jeonbuk (전북) (ex-USS Everett F. Larson DD-830) | 1972–2000 0 1972–1999 | Zerstörer           | Beispielbild |
| Daegu-Klasse (amerikanische Allen-M.-Sumner-Klasse) | DD-917 (DD-97) DD-918 (DD-98)                                  | Daegu (대구) (ex-Wallace L. Lind DD-703) Incheon (인천) (ex-De Haven DD-727) | 1973–1994 0 1973–1993 | Zerstörer           | Beispielbild |
| Gangwon-Klasse (amerikanische Gearing-Klasse)       | DD-919 (DD-99) DD-921 (DD-101) DD-922 (DD-102) DD-923 0 DD-924 | Daejeon (대전) (ex-USS New DD-818) Gwangju (광주) (ex-USS Richard E. Kraus DD-849) Gangwon (강원) (ex-USS William R. Rush DD-714) Gueonggi (경기 ) (ex-USS Newman K. Perry DD-883) Jeonju (전주) (ex-USS Rogers DD-876) | 1977–2001 0 1977–2000 0 1979–2000 0 1981–1998 0 1981–1999                                                                         | Zerstörer           | Beispielbild |
| Gwanggaetodaewang-Klasse (KDX I-Klasse)             | DDH-971 DDH-972 DDH-973                                        | Gwanggaetodaewang (광개토대왕) Eulji Mundeok (을지문덕) Yang Manchun (양만춘) | seit 24. Juli 1998 seit 30. August 1999 seit 29. Juni 2000                                                                        | Lenkwaffenzerstörer |              |
| Chungmugong-Yi-Sun-sin-Klasse (KDX II-Klasse)       | DDH-975 DDH-976 DDH-977 DDH-978 DDH-979 DDH-981                | Chungmugong Yi Sun-sin (충무공 이순신) Munmudaewang (문무대왕) Dae Jo-yeong (대조영) Wang Geon (왕건) Kang Gam-chan (강감찬) Choe Yeong (최영)                                                                          | seit 2. Dezember 2003 seit 30. September 2004 seit 30. Juni 2005 seit 10. November 2006 seit 2. April 2007 seit 24. November 2007 | Lenkwaffenzerstörer |              |
| Sejongdawang-Klasse (KDX III-Klasse Batch I)        | DDG-991 DDG-992 DDG-993                                        | Sejongdawang (세종대왕) Yulgok Yi I (율곡이이) Seoae Ryu Seong-ryong (서애류성룡) | seit 22. Dezember 2008 seit 31. August 2010 seit 30. August 2012                                                                  | Lenkwaffenzerstörer |              |
| Jeongjodawang-Klasse (KDX III-Klasse Batch II)      | DDG-995                                                        | Jeongjodawang (정조대왕) Namenlos | seit 27. November 2024 Ende 2026 Ende 2027                                                                                        | Lenkwaffenzerstörer |              |

### Fregatten
| Fregatten                        | Fregatten                                                       | Fregatten | Fregatten | Fregatten | Fregatten |
| Klasse                           | Schiffe                                                         | Schiffe | Schiffe | Typ       | Bild      |
| Klasse                           | Kennung                                                         | Name | Dienstzeit00 | Typ       | Bild      |
| -------------------------------- | --------------------------------------------------------------- | --- | --- | --------- | --------- |
| Ulsan-Klasse                     | FF-951 FF-952 FF-953 FF-955FF-956FF-957 FF-958 FF-959 FF-961    | Ulsan (울산) Seoul (서울) Chungnam (충남) Masan (마산)Gyeongbuk (경북)Jeonnam (전남) Jeju (제주) Busan (부산) Cheongju (청주) | 1981–2014 1984–2015 1985–2017 1985–20191986–20191989–2022 seit November 1992 seit Dezember 1992                                                        |           |           |
| Incheon-Klasse (FFX I-Klasse)    | FFG-811 FFG-812 FFG-813 FFG-815 FFG-816 FFG-817                 | Incheon (인천) Gyeonggi (경기) Jeonbuk (전북) Gangwon (강원) Chungbuk (충북) Gwangju (광주)                                   | seit 17. Januar 2013 seit 4. November 2014 seit Mai 2015 seit November 2015 seit 26. Januar 2016 seit 9. November 2016                                 |           |           |
| Daegu-Klasse (FFX II-Klasse)     | FFG-818 FFG-819 FFG-821 FFG-822 FFG-823 FFG-825 FFG-826 FFG-827 | Daegu (대구) Gyeongnam (경남) Seoul (서울) Donghae (동해) Daejeon (대전) Pohang (포항) Cheonan (천안) Chuncheon (춘천)        | seit 1. Februar 2018 seit 4. Januar 2021 seit Juli 2021 seit 10. November 2021 seit 28. Februar 2023 seit 2023 seit 19. Mai 2023 seit 24. Oktober 2023 |           |           |
| Chungnam-Klasse (FFX III-Klasse) | FFG-828 FFG-829                                                 | Chungnam Gyeongbuk | seit 18. Dezember 2024 Juni 2026 |           |           |

### Korvetten
| Korvetten      | Korvetten | Korvetten | Korvetten | Korvetten | Korvetten |
| Klasse         | Schiffe | Schiffe | Schiffe | Typ       | Bild      |
| Klasse         | Kennung | Name | Dienstzeit00 | Typ       | Bild      |
| -------------- | --- | --- | --- | --------- | --------- |
| Donghae-Klasse | PCC-751 PCC-752 PCC-753 PCC-755 | Donghae (동해) Suwon (수원) Gangneung (강릉) Anyang (안양) | 1983–2009 1983–2010 1983–2011 |           |           |
| Pohang-Klasse  | PCC-756 PCC-757 PCC-758 PCC-759PCC-761 PCC-762 PCC-763 PCC-765PCC-766 PCC-767 PCC-768 PCC-769 PCC-771 PCC-772 PCC-773 PCC-775 PCC-776 PCC-777PCC-778 PCC-779 PCC-781 PCC-782PCC-783 PCC-785 | Pohang Gunsan Gyeongju MokpoGimcheon Chungju Jinju YeosuJinhae Suncheon Iksan (ex-Ire) Wonju Andong Cheonan Bucheon Seongnam Jecheon DaecheonSokcho Yeongju Namwon GwangmyeongSinseong Gongju | 1984–2009 1984–2011 1985–2014 1987–2015 1987–2016 1988–2016 1986–20171990–2017 1989–2019 1989–2018 1989–2021 1989–2020 1989–2010 1989–2021 1990–2021 1991–20231991–2022 1991–2023 seit 1991seit 1992 seit Juli 1993 |           |           |

## U-Boote
| U-Boote                                               | U-Boote                                                        | U-Boote | U-Boote | U-Boote                              | U-Boote                |
| Klasse                                                | Schiffe                                                        | Schiffe | Schiffe | Typ                                  | Bild                   |
| Klasse                                                | Kennung                                                        | Name | Dienstzeit00 | Typ                                  | Bild                   |
| ----------------------------------------------------- | -------------------------------------------------------------- | --- | --- | ------------------------------------ | ---------------------- |
| Cosmos-Klasse                                         |                                                                | 9 Einheiten | | Kleinst-U-Boot                       | Beispielbild           |
| Dolgorae-Klasse                                       |                                                                | SSM-051 (돌고래 051) SSM-052 (돌고래 052) SSM-053 (돌고래 053) | 1985–2003 1990–2016 1991–2016 | Kleinst-U-Boot                       |                        |
| Chang-Bogo-Klasse (KSS-I-Klasse – U-Boot-Klasse 209)  | SS-061 SS-062 SS-063 SS-065 SS-066 SS-067 SS-068 SS-069 SS-071 | Chang Bogo (장보고) Lee Chun (이천) Choi Muson (최무선) Park Wi (박위) Lee Jongmu (이종무) Jung Woon (정운) Lee Sunsin (이순신) Na Daeyong (나대용) Lee Eokgi (이억기)                        | seit 2. Juni 1993 seit 30. April 1994 seit 27. Februar 1995 seit 3. Februar 1996 seit 29. August 1996 seit 29. August 1997 seit 15. Juni 1999 seit 30. November 2000 seit 30. November 2001  | Diesel-elektrisches-U-Boot           |                        |
| Son-Won-il-Klasse (KSS-II-Klasse – U-Boot-Klasse 214) | SS-072 SS-073 SS-075 SS-076 SS-077 SS-078 SS-079 SS-081 SS-082 | Son Won-il (손원일) Jeong Ji (정지) An Jung-geun (안중근) Kim Jwa-jin (김좌진) Yoon Bong-gil (윤봉길) Yu Gwan-sun (유관순) Hong Beon-do (홍범도) Lee Beom-seok (이범석) Sin Dol-seok (신돌석) | seit 27. Dezember 2007 seit 2. Dezember 2008 seit 30. November 2009 seit 30. Dezember 2014 seit 20. Juni 2016 seit 10. Juli 2017 seit 23. Januar 2018 seit 13. Mai 2019 seit 31. Januar 2020 | AIP-U-Boot                           |                        |
| Dosan-Ahn-Chang-ho-Klasse (KSS-III-Klasse)            | SS-083 SS-085 SS-086SS-087 SS-088                              | Dosan Ahn Chang-ho (도산안창호) Ahn Mu (안무) Shin Chae-ho (이동녕)Lee Bong-chang (이봉창) Namenlos                                                                                           | seit 13. August 2021 seit 20. April 2023 seit 4. April 2024im Bau seit 13. August 2021 im Bau seit 30. Dezember 2021                                                                         | AIP-U-Boot mit ballistischen Raketen | Die Dosan Ahn Chang-ho |

## Minenabwehrfahrzeuge

### Minensuchboote
| Minenabwehrfahrzeuge | Minenabwehrfahrzeuge                            | Minenabwehrfahrzeuge                                                                       | Minenabwehrfahrzeuge | Minenabwehrfahrzeuge | Minenabwehrfahrzeuge |
| Klasse               | Schiffe                                         | Schiffe                                                                                    | Schiffe | Typ                  | Bild                 |
| Klasse               | Kennung                                         | Name                                                                                       | Dienstzeit00 | Typ                  | Bild                 |
| -------------------- | ----------------------------------------------- | ------------------------------------------------------------------------------------------ | --- | -------------------- | -------------------- |
| Ganggyeong-Klasse    | MSH-561 MSH-562 MSH-563 MSH-565 MSH-566 MSH-567 | Ganggyeong (강경) Gangjin (강진) Goryeong (고령) Gimpo (김포) Gochang (고창) Gimhwa (김화) | seit 19. Dezember 1986 seit 31. Mai 1991 seit 30. November 1991 seit 30. April 1993 seit 29. Oktober 1993 seit 1. Mai 1994        | Minensuchboot        |                      |
| Yangyang-Klasse      | MSH-571 MSH-572 MSH-573MSH-575 MSH-576 MSH-577  | Yangyang (양양) Ongjin (옹진) Haenam (해남)Namhae Hongseong Goseong                        | seit 31. Dezember 1999 seit 28. Oktober 2003 seit 12. Februar 2004seit 23. November 2021 seit 20. Oktober 2022 seit 10. Juli 2023 | Minensuchboot        |                      |

### Minenleger
| Minenleger                   | Minenleger | Minenleger    | Minenleger         | Minenleger | Minenleger |
| Klasse                       | Schiffe    | Schiffe       | Schiffe            | Typ        | Bild       |
| Klasse                       | Kennung    | Name          | Dienstzeit00       | Typ        | Bild       |
| ---------------------------- | ---------- | ------------- | ------------------ | ---------- | ---------- |
| Wonsan-Klasse                | MLS-560    | Wonsan (원산) | seit 1998          |            |            |
| Nampo-Klasse (MLS II-Klasse) | MLS-570    | Nampo (남포)  | seit 16. Juni 2017 |            |            |

## Amphibische Schiffe

### Landungsschiffe
| Landungsschiffe                            | Landungsschiffe                                                                                                 | Landungsschiffe | Landungsschiffe | Landungsschiffe             | Landungsschiffe |
| Klasse                                     | Schiffe | Schiffe | Schiffe | Typ                         | Bild            |
| Klasse                                     | Kennung | Name | Dienstzeit00 | Typ                         | Bild            |
| ------------------------------------------ | --- | --- | --- | --------------------------- | --------------- |
| Daecho-Klasse (amerikanische LSM-1-Klasse) | 651 (601) 652 (602) 603 0 653 (605) 655 (606) 656 (607) 608 0 657 (609) 658 (610) 659 (611) 661 (612) 662 (613) | Daecho (태조) (ex-USS LSM-546) Yeodo(여도) (ex-USS LSM-268) Dokdo (독도) (ex-USS LSM-419) Gadeok (가덕) (ex-USS LSM-462) Geomun (거문) (ex-USS LSM-30) Bian (피아) (ex-USS LSM-96) Pungdo (풍도) (ex-USS LSM-54) Wolmi (월미) (ex-USS LSM-57) Girin (기린) (ex-USS LSM-19) Neongna (수라) (ex-USS LSM-84) Sinmi (죄미) (ex-USS LSM-316) Ulleung (울릉) (ex-USS LSM-17) | 1955–1989 0 1955–1993 0 1955–1963 0 1955–1997 0 1956–1997 0 1956–1997 0 1956–1984 0 1956–1999 0 1956–1999 0 1956–1998 0 1956–1998 0 1956–1997 | Landungsschiff              |                 |
| Go-Jun-Bong-Klasse                         | LST-681 LST-682 LST-683 LST-685                                                                                 | Go Jun Bong (고준봉) Bi Ro Bong (비로봉) Hyang Ro Bong (향로봉) Sung In Bong (성인봉) | seit 1994 seit 1998 seit 1999 | Panzerlandungsschiff        |                 |
| Dokdo-Klasse                               | LPH-6111 LPH-6112                                                                                               | Dokdo (독도) Marado (마라도) | seit 3. Juli 2007 seit 28. Juni 2021 | Amphibisches Angriffsschiff |                 |
| Cheon-Wang-Bong-Klasse                     | LST-686 LST-687 LST-688 LST-689                                                                                 | Cheon Wang Bong (천왕봉) Cheon Ja Bong (천자봉) Il Chul Bong (일철봉) No Jeok Bong (노적봉) | seit 1. Dezember 2014 seit 1. August 2017 seit 2. April 2018 seit 21. November 2018                                                           | Panzerlandungsschiff        |                 |

### Landungsboote
| Landungsboote                     | Landungsboote                   | Landungsboote                                                                           | Landungsboote                                                     | Landungsboote           | Landungsboote |
| Klasse                            | Schiffe                         | Schiffe                                                                                 | Schiffe                                                           | Typ                     | Bild          |
| Klasse                            | Kennung                         | Name                                                                                    | Dienstzeit00                                                      | Typ                     | Bild          |
| --------------------------------- | ------------------------------- | --------------------------------------------------------------------------------------- | ----------------------------------------------------------------- | ----------------------- | ------------- |
| Solgae-611-Klasse                 | LSF-611                         | Solgae 611 (솔개 611)                                                                   | 1989–2005                                                         | Luftkissen-Landungsboot |               |
| Solgae-621-Klasse (LSF-I-Klasse)  | LSF-621 LSF-622 LSF-623         | Solgae 621 (솔개 621) Solgae 622 (솔개 622) Solgae 623 (솔개 623)                       | seit 28. Dezember 2005 seit 15. Oktober 2006 seit 15. Januar 2007 | Luftkissen-Landungsboot |               |
| Solgae-631-Klasse (LSF-II-Klasse) | LSF-631 LSF-632 LSF-633 LSF-635 | Solgae 631 (솔개 631) Solgae 632 (솔개 632) Solgae 633 (솔개 633) Solgae 635 (솔개 635) | seit Oktober 2007 seit 2023                                       | Luftkissen-Landungsboot |               |

## Hilfsschiffe

### Versorgungsschiffe
| Versorgungsschiffe            | Versorgungsschiffe   | Versorgungsschiffe                              | Versorgungsschiffe                               | Versorgungsschiffe      | Versorgungsschiffe |
| Klasse                        | Schiffe              | Schiffe                                         | Schiffe                                          | Typ                     | Bild               |
| Klasse                        | Kennung              | Name                                            | Dienstzeit00                                     | Typ                     | Bild               |
| ----------------------------- | -------------------- | ----------------------------------------------- | ------------------------------------------------ | ----------------------- | ------------------ |
| Cheonji-Klasse (AOE I-Klasse) | AOE-57 AOE-58 AOE-59 | Cheonji (천지) Daecheong (대청) Hwacheon (화천) | seit 4. Januar 1991 seit November 1997 seit 1998 | Einsatzgruppenversorger |                    |
| Soyang-Klasse (AOE II-Klasse) | AOE-51               | Soyang (소양)                                   | seit 18. September 2018                          | Einsatzgruppenversorger |                    |

### Schulschiffe
| Schulschiffe    | Schulschiffe | Schulschiffe      | Schulschiffe          | Schulschiffe | Schulschiffe |
| Klasse          | Schiffe      | Schiffe           | Schiffe               | Typ          | Bild         |
| Klasse          | Kennung      | Name              | Dienstzeit00          | Typ          | Bild         |
| --------------- | ------------ | ----------------- | --------------------- | ------------ | ------------ |
| Hansando-Klasse | ATH-81       | Hansando (한산도) | seit 21. Oktober 2020 | Schulschiff  |              |